# Монастырь Святого Антония (Рио-де-Жанейро)

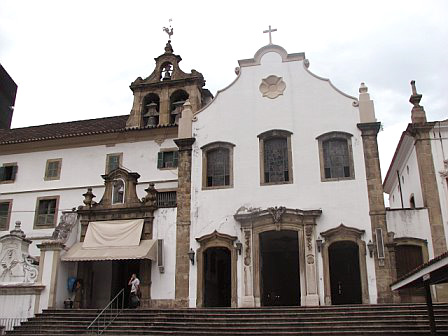

Монастырь Святого Антония (порт. Convento de Santo Antônio do Rio de Janeiro) — монастырь на территории Рио-де-Жанейро.
Комплекс располагается на горе Морро-де-Санту-Антониу. Это — один из старейших архитектурных комплексов не только города, но и колониальной архитектуры. Монастырь Святого Антония исторически связан с орденом Святого Франциска.
История монастыря начинается с 1592 года, когда высадились первые францисканцы. В 1607-1608 гг они начали возводить первые строения на горе Святого Антония.
В 1697-1701 гг фасад церкви был расширен. Во второй половине XVIII века арки были заменены на порталы в стиле барокко.
Сегодня монастырский комплекс Святого Антония считается одной из главных достопримечательностей колониальной истории Рио-де-Жанейро.
На территории монастыря похоронена Мария Леопольдина Австрийская.